# Marquesado de Mura
El marquesado de Mura es un título nobiliario español creado por el archiduque Carlos de Austria el 31 de agosto de 1707, con la denominación de "Marquesado de San Martín de Mura", a favor de Feliciano de Cordellas y Ramanyer.
El beneficiario, I marqués de San Martín de Mura, fue señor de Mura y Castellnou de Bages, y Protector del Brazo Militar.

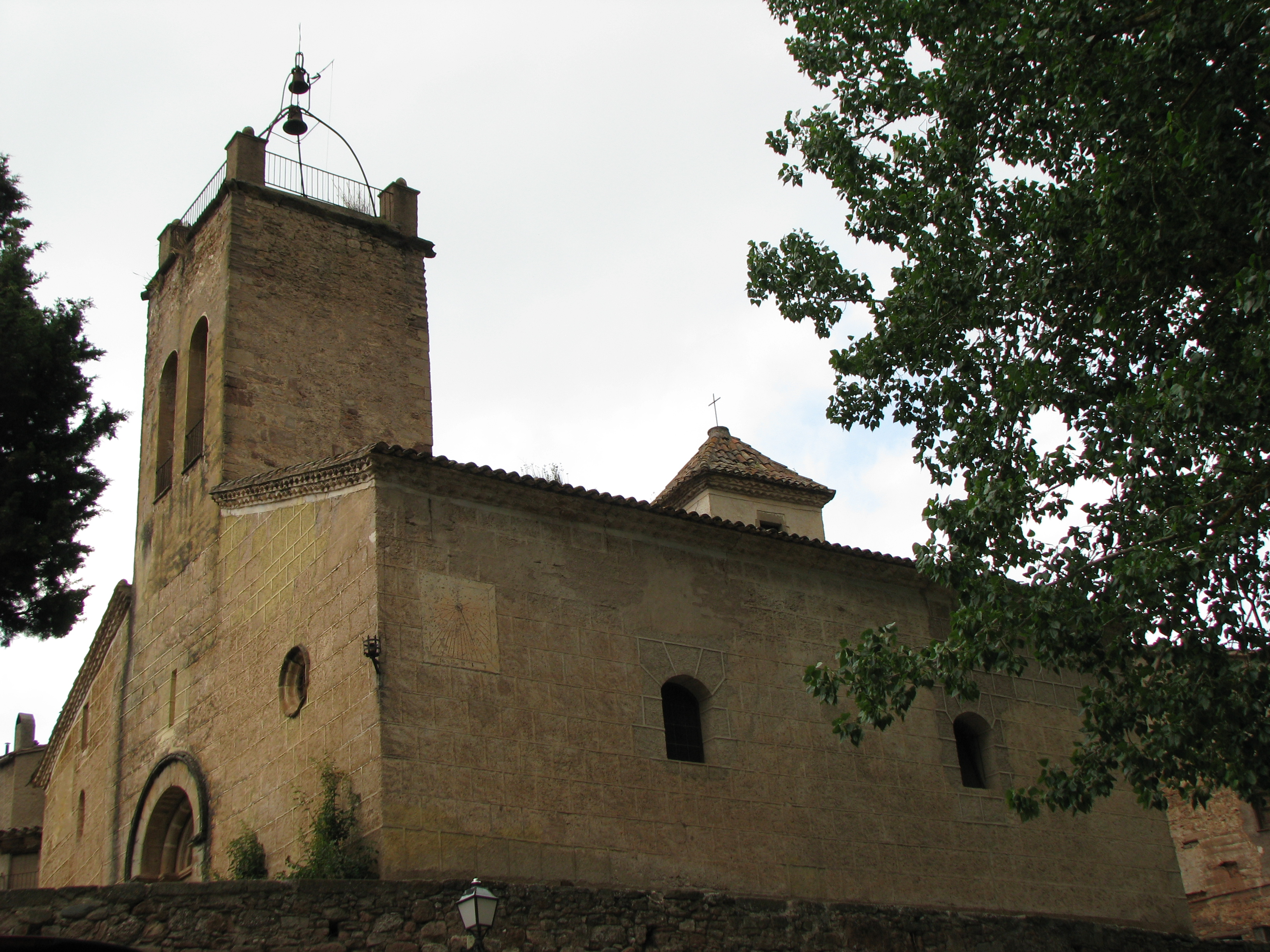
Iglesia de San Martín de Mura, en la localidad de Mura, Barcelona, España.

El título hace referencia al municipio catalán de Mura, donde el beneficiario era señor. Este municipio está situado en el interior del actual Parque natural de Sant Llorenç del Munt i l'Obac. La Iglesia del municipio está dedicada a San Martín, por lo que el título según la denominación original se debería a ella.
El título fue confirmado y rehabilitado el 4 de marzo de 1930 por el rey Alfonso XIII, con la denominación de "marquesado de Mura", a favor de Ramón de Dalmases y Villavecchia (1897-1983), II marqués de Mura.
Su actual titular, desde 2021, Alfonso Javier de Dalmases y Aymat, V marqués de Mura.

## Marqueses de Mura
|                                                                                             | Titular                                                                                     | Periodo                                                                                     |
| Creado en 1707 por el archiduque Carlos de Austria, como "marquesado de San Martín de Mura" | Creado en 1707 por el archiduque Carlos de Austria, como "marquesado de San Martín de Mura" | Creado en 1707 por el archiduque Carlos de Austria, como "marquesado de San Martín de Mura" |
| ------------------------------------------------------------------------------------------- | ------------------------------------------------------------------------------------------- | ------------------------------------------------------------------------------------------- |
| I                                                                                           | Feliciano de Cordellas y Ramanyer                                                           | 1707-?                                                                                      |
| Confirmado y rehabilitado en 1930 por el rey Alfonso XIII, como "marquesado de Mura"        |                                                                                             |                                                                                             |
| II                                                                                          | Ramón de Dalmases y Villavecchia                                                            | 1930-1983                                                                                   |
| III                                                                                         | Ramón de Dalmases y de Olabarría                                                            | 1984-1999                                                                                   |
| IV                                                                                          | Alfonso Juan de Dalmases y de Olabarría                                                     | 2002-2020                                                                                   |
| V                                                                                           | Alfonso Javier de Dalmases y Aymat                                                          | Desde 2021                                                                                  |

## Historia de los marqueses de Mura
- Feliciano de Cordellas y Ramanyer, I marqués de San Martín de Mura. Señor de Mura y Castellnou de Bages, y Protector del Brazo Militar. Participó en las Cortes de 1701 y 1705. Era hijo de Galcerán de Cordelles y de Vilar; nieto de Feliciano de Cordelles y de Peguera; bisnieto de Alejandro de Cordelles y de Oms; tataranieto de Miguel de Cordelles (Doctor en Derecho, Regente del Real Consejo de Aragón, fundador en 1593 del Colegio de Cordellas).[5]

Sin datos sobre su descendencia.

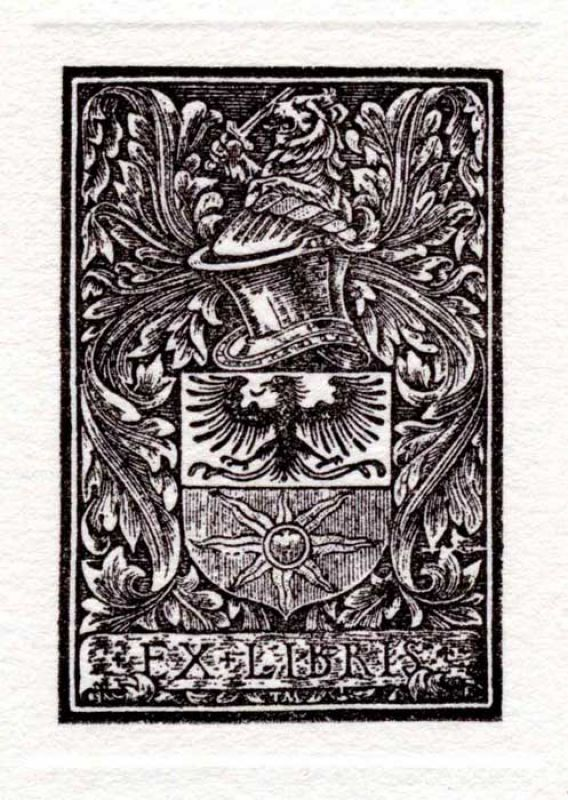
Ex libris de Ramón de Dalmases y Villavecchia, II marqués de Mura, con el escudo heráldico de su marquesado. Realizado por Teodoro Miciano.

Confirmado y rehabilitado en 1930 por el rey Alfonso XIII, como "Marquesado de Mura", a favor de:
- Ramón de Dalmases y Villavecchia (1897-1983), II marqués de Mura. Doctor en Derecho y Licenciado en Historia. Bibliófilo: reunió una importante biblioteca histórica. Fundador y primer presidente de la Asociación de Bibliófilos de Barcelona.[6] Miembro del Consejo de Administración de la Caja de Ahorros y Monte de Piedad de Barcelona.

1. Casó en primeras nupcias con María Luisa de Olabarría Conde, con quien tuvo seis hijos: José Luis, Isabel, Ramón, Mercedes, Alfonso, y Pablo-Ignacio de Dalmases y de Olabarría.
2. Casó en segundas nupcias con Eugenia G. Perret Magnasco, viuda del Dr. Marcel Junod.[7]

Le sucedió en 1984 su hijo:
- Ramón de Dalmases y de Olabarría (1926-1999),[8] III marqués de Mura.

1. Casó con Olga Clos Llombart, hermana del empresario y egiptólogo Jordi Clos, con quien tuvo un hijo: Ramón de Dalmases Clos.
2. Casó con Manuela Domínguez Fernández.

Le sucedió el 28 de noviembre de 2015 su hermano:
- Alfonso Juan de Dalmases y de Olabarría (¿?-2020), IV marqués de Mura. Licenciado en Derecho, Caballero del Real Cuerpo de la Nobleza de Cataluña.

1. Casó con Carmen Alejandra Aymat Martín, con quien tuvo dos hijos: Ramón (†) y Alfonso-Javier de Dalmases y Aymat.
2. Casó con la Sra. Ferrer, con quien tuvo dos hijos: Oscar-Daniel y Thais-Victoria de Dalmases y Ferrer.
3. Casó con Sara María Camín Guille, actual consorte, hija del Marqués de Villamediana.

Le sucedió su hijo:
- Alfonso Javier de Dalmases y Aymat, V marqués de Mura.

## Blasón
«De gules, una estrella ocho puntas de oro, con un corazón también de gules. El jefe de oro, una águila de sable.»